# Urosigalphus muesebecki
Urosigalphus muesebecki är en stekelart som beskrevs av Gibson 1972. Urosigalphus muesebecki ingår i släktet Urosigalphus och familjen bracksteklar. Inga underarter finns listade i Catalogue of Life.